# Битка код Смоленска (1812)
Битка код Смоленска била је прва велика битка француске инвазије на Русију . Вођена је од 16. до 18. августа 1812. године и у њој је учествовало 45.000–50.000 људи и 84 топа Велике армије цара Наполеона I против 30.000–35.000 руских војника и 108 топова под генералом Барклајем де Толијем .    Наполеон је напао Смоленск , који је држала Друга армија кнеза Петра Багратиона и заробио два предграђа . Током ноћи Руси су евакуисали град који је горео. 
Француско артиљеријско бомбардовање спалило је град до темеља. Од 2.250 зграда , 84% је уништено док је само 350 остало неостећено.  Од 15.000 становника града, око 1.000 је остало на крају битке унутар рушевина.  Са преко 20.000 жртава, битка код Смоленска је била једна од најкрвавијих битака инвазије. 